# Henry Raeburn
Henry Raeburn (Stockbridge, Edimburgo, 1756-Edimburgo, 1823) fue un pintor escocés.

## Formación
Nacido en Stockbridge, una antigua ciudad en las afueras de Edimburgo, Raeburn fue hijo de un fabricante. Huérfano, quedó bajo la tutela de su hermano mayor, y se educó en el hospital de la universidad de Heriot, donde recibe instrucción. A los quince años se coloca de aprendiz con un orfebre. Por primera vez tiene ocasión de practicar una forma de arte. Realiza piezas de joyería, algunas de las cuales aún existen. Pronto se lanza a la fabricación de retratos en miniatura que lograron un gran éxito y puede dirigir su trabajo a la pintura al óleo, que aprende de modo autodidacta. Observando con interés los progresos de su aprendiz, el orfebre le presenta a David Martin, que era el ayudante favorito de Allan Ramsay, el principal retratista de Edimburgo. Éste presta retratos a Raeburn, para que los copie, lo que favorece notablemente su aprendizaje y pronto le permite consagrarse únicamente a la pintura.

## Matrimonio y carrera
Hacia 1785 es invitado a pintar el retrato de una joven dama a la que había observado y admirado mientras dibujaba paisajes campestres. Era hija de Peter Edgar de Bridgelands y la viuda del conde Leslie. Fascinada por el joven artista, se casa al cabo de un mes. Gracias a la dote de su mujer, Raeburn adquiere un conocimiento completo de su profesión. En Londres es recibido por Joshua Reynolds, que le aconseja sobre los sitios donde estudiar en Roma, recomendándole particularmente los trabajos de Miguel Ángel. Como era habitual en los artistas de la época, hace un viaje a Italia. En Roma encuentra a Gavin Hamilton, Pompeo Batoni y al marchante y coleccionista James Byers. Tras dos años de estudio en Italia, vuelve a Edimburgo en 1787 y comienza una exitosa carrera de retratista. El mismo año ejecuta un retrato del segundo lord presidente Dundas.
Después de su estancia en el extranjero, Raeburn pasa casi todo su tiempo en Edimburgo, visitando raramente Londres, y solo durante breves periodos, lo que tiene por efecto preservar su originalidad. Su renuncia a abandonar su tierra natal fue particularmente favorable para el arte escocés que se desarrollaba en los primeros años del siglo XIX y del que fue la principal figura. En 1812 fue elegido presidente de la Sociedad de Artistas de Edimburgo. Igualmente fue nombrado asociado en 1814, y miembro al año siguiente, de la Real Academia Escocesa. Finalmente, en 1822, es armado caballero por Jorge IV y nombrado retratista del rey para Escocia.
La pintura de Raeburn se distingue por su carácter poderoso, su rígido realismo, y sus efectos dramáticos de luz, que anuncian los desarrollos del Romanticismo y el Impresionismo. Sus retratos son sencillos y a la vez sofisticados gracias a la iluminación dirigida, teatral, y sobre todo al empleo de una característica pincelada, rápida y vivaz. Supo agradar a la aristocracia y burguesía escocesa de su tiempo captando el carácter desenfadado y campechano de los modelos sin que pierdan dignidad.

## Obras
- El reverendo Robert Walker patinando, Galería nacional de Escocia, Edimburgo.
- Los niños Drummond, Museo Metropolitano de Arte, Nueva York.
- John Johnstone, Betty Johnstone y Miss Wedderburn, National Gallery of Art, Washington.
- Mrs. MacLean of Kinlochaline, Museo del Prado, Madrid.;[1]

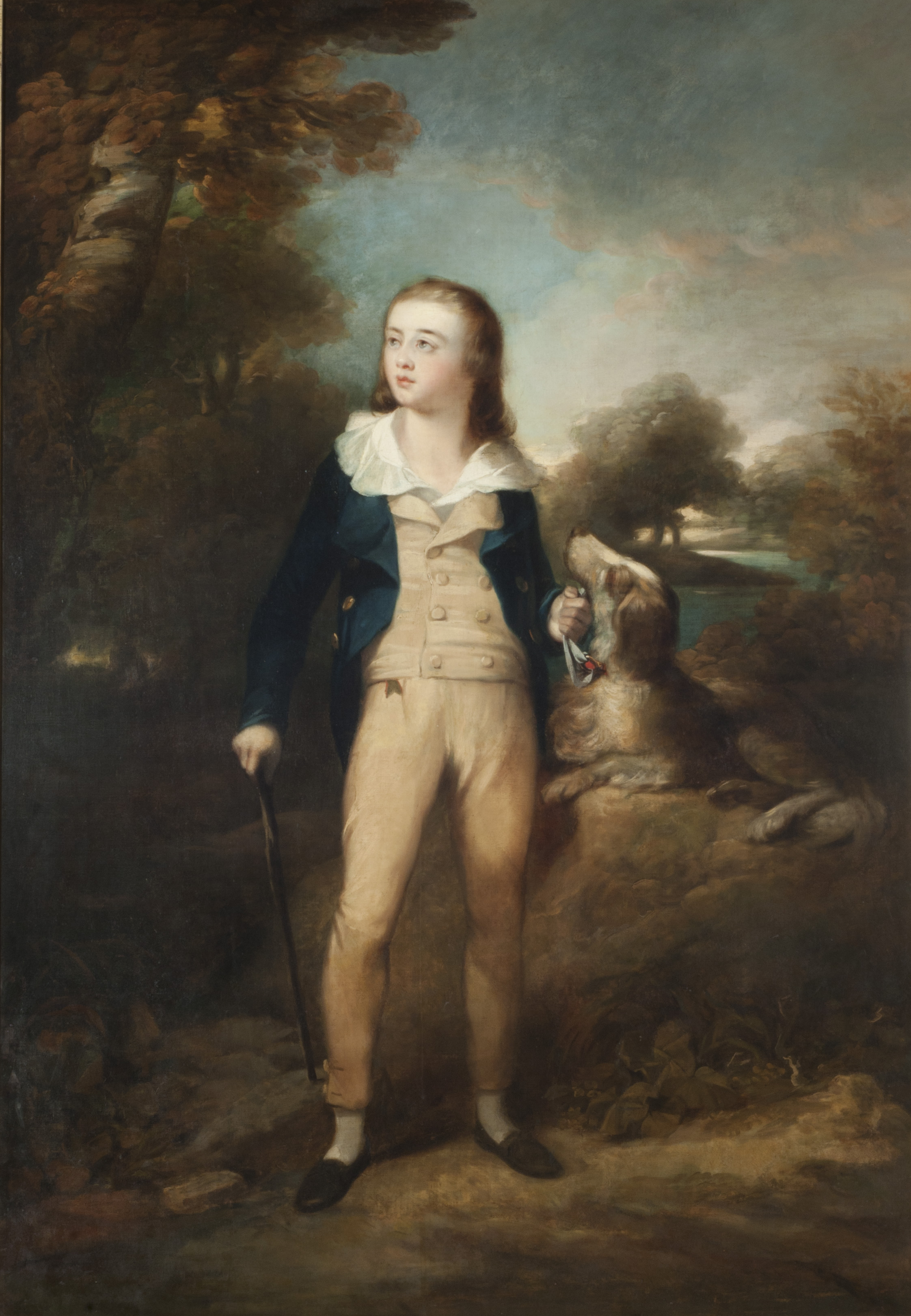
Master Cathcart y su perro.